# Joris Voorn
Joris Voorn (nacido el 25 de febrero de 1977, en Moergestel, Países Bajos) es un DJ holandés que actualmente reside en Ámsterdam.

## Inicios
Antes de ser un Dj de renombre, Joris fue un empedernido arqueólogo. Es el copropietario junto a Edwin Oosterwal, de los sellos discográficos Rejected Music y Green Recordings. El estilo de Joris Voorn maneja lo que se denomina el Detroit techno.
Al igual que muchos músicos famosos, Voorn tenía una fuerte relación con la música a una temprana edad, cuando aprendió a tocar la guitarra y el violín, ya que su padre era un compositor de música cuando creció en la ciudad de Schiedam. Sin embargo, una vez que la radio le abrió la mente a nuevas influencias Voorn se enganchó al Techno.
Mientras aprendía el arte del ser Dj, participó y ganó un concurso de Dj en Enschede, después de este acontecimiento fue donde se disparó la popularidad de Joris. 
Su primera producción fue en el año 2002, cuando lanzó su EP Muted Trax. Este lanzamiento fue apoyado por Carl Craig, Derrick May y Laurent Garnier este paso lo hizo cambiar de prioridades ya que dejó a un lado su carrera de arquitecto temporalmente, para enfocarse más como Dj.
En el 2003, su Ep Lost Memories se convierte en otro éxito, ya que en ese mismo año fue coronado por los premios Dj Awards como el “talento del año”.

## 2009/2010
En el 2009 fue el año en que finalmente se consagraría como productor. Lanza la compilación Balance014 que fue único en su género, se las arregló para mezclar 100 canciones en un CD doble, trasformándose en una gran mezcla colectiva. Sólo Richie Hawtin había logrado crear un suceso parecido en el pasado con su DE9 series. También lanzó el EP “Dusty House Room” con el que consiguió tener un éxito comercial enorme.
Su track titulado “Sweep The Floor” fue uno de los himnos de Ibiza en el 2009 y su remix de “Beachball” para Nalin & Kane, fue una de las producciones más escuchadas en el Miami Winter Music Conference en marzo de 2010. Joris Voorn fue coronado como Mejor Interpretación en el año en Ibiza por los DJ Awards y escaló del 35º al 10º lugar en el top 100 de DJs en Resident Advisor.
Ha tocado en los mejores antros en y festivales como Awakenings Festival, Space Ibiza, Amnesia, Sensation entre otros. Tuvo el privilegio de mezclar para el programa radial Essential Mix conducido por Pete Tong. Actualmente está trabajando en un nuevo álbum que se lanzará en 2011.
En 2012, quedó al margen del Top 100 DJs Poll, la encuesta anual realizada por la revista DJmag, ubicándose en el puesto #148.

## Discografía

### Sencillos
Muted Trax Pt 1 & Pt 2 (Keynote, 2002)
Lost Memories Pt 1 & Pt 2 (SINO, 2003)
A1 Incident
The Deep
Deep Side Of The Moog
Let's Go Juno (Rejected, 2007)
Dusty House Room 1 (Rejected, 2009)
A1 Sweep The Floor
B1 Empty Trash
Dusty House Room 2 (Rejected, 2009)
A1 Chase The Mouse
B1 We're All Clean
The Secret (Cocoon Recordings, 2010)
Incident (Miyagi) (2011)
Together Feat Nic Fanciulli (Rejected, 2011)
Goodbye Fly (2012)
Ringo (2013)

### Álbumes
Future History (SINO, 2004)
From A Deep Place (Green, 2007)

### Mix-Compilations
Fuse Presents Joris Voorn (Music Man Records / Minimaxima, 2005)
Balance 014 (EQ Recordings, 2009)
The Sound Of Sundays At Space Ibiza (Mixmag, 2010)
Global Underground #43: Joris Voorn - Rotterdam (GU, 2020)

### Remixes
Beach Kisses (Joris Voorn Green Mix) – Dosem
For 12 Minutes She Danced With An Alien (Joris Voorn Ruff Mix) – Gerd
Feelin' (Joris Voorn Can't Cick This Feelin' When It Hits Mix) – Pitto
Believer (Joris Voorn Remixes) – Goldfrapp
Phuture (Joris Voorn Remix) – Harry Choo Choo Romero
One Life Stand (Joris Voorn Dusty Flower Remix) – Hot Chip
Destination Nagano (Joris Voorn Remix) – Nagano Kitchen
Beachball (Joris Voorn Remix) – Nalin & Kane
Machines Can Do The Work (Joris Voorn Does The Work Remix) – Fatboy Slim & Hervé
Random Violence (Joris Voorn Green Mix) – Ripperton
Dark Flower (Joris Voorn Magnolia Mix) – Robert Babicz
Callisto - (Joris Voorn Remix) – Stephan Bodzin, Marc Romboy
Kobra Dance (Joris Voorn Dub) – Wigald Boning
I Believe in Love – Arthur Baker feat. Jimmy Somerville
After the After (Joris Voorn Edit) – Moby
Bassline (Joris Voorn Remix) – Kevin Saunderson
Video Games (Joris Voorn Edit) – Lana Del Rey
Don't You Worry Child (Joris Voorn Remix) – Swedish House Mafia
Jestrüpp (Joris Voorn Remix) - Paul Kalkbrenner
No Rest for the Wicked (Joris Voorn Remix) - Lykke Li
Dem Howl (Joris Voorn Mix) - Audion feat. Troels Abrahamsen
I Had This Thing (Joris Voorn Remix) - Röyksopp
Borrowed Gear (Joris Voorn Remix) - Marc Houle